# Roca Cuca
Roca Cuca är en kulle i Antarktis. Den ligger i Sydshetlandsöarna. Argentina, Chile och Storbritannien gör anspråk på området.
Terrängen runt Roca Cuca är platt åt nordväst, men åt sydost är den kuperad. Havet är nära Cuca västerut. Trakten är glest befolkad. Närmaste befolkade plats är Maldonado Station, 9,2 kilometer söder om Roca Cuca. 